# Теракт в Махачкале (2005)
Террористи́ческий акт в Махачкале́ — взрыв, произошедший 1 июля 2005 года в 14:15 в Махачкале на улице Атаева рядом с банно-прачечным комбинатом «Ариэль».

## Ход событий
Федеральные спецназовцы подразделения МВД «Русь» и военнослужащие 102-й бригады внутренних войск были отправлены в Дагестан всего за две недели до теракта, чтобы помочь местным силам МВД провести операцию «Фильтр», начавшуюся после взрыва 4 июня 2005 года автомобиля с тремя милиционерами внутри.
Примерно в 14:15 по московскому времени военнослужащие 102-й бригады внутренних войск, а также бойцы отряда спецназа МВД России «Русь» приехали в одно из муниципальных предприятий на еженедельную пятничную помывку.
Три автомобиля «ГАЗ-3307» припарковались неподалеку от банно-прачечного комбината возле дома № 7 по улице Атаева. Военнослужащие ещё не успели выгрузиться из машин, когда прогремел мощный взрыв. Под трубу проходящей возле бани теплотрассы террористами было заложено взрывное устройство, эквивалентное по мощности 5 кг тротила и начиненное обрезками арматуры. Радиоуправляемую бомбу привели в действие, когда грузовик привез спецназовцев из отряда «Русь» к бане. Частицы рубленой арматуры, которыми была начинена бомба, пробили металлическую обшивку, стекло кабины и брезентовый тент кузова машины. Рядом с местом происшествия стояла подозрительная Автомашина ВАЗ 2108, в ней сидели три подозрительных один из них был организатор теракта Мурад Лахиялов. После взрыва они проехали возле места теракта и осмотрели последствия, Также в двадцать пятого октября после штурма пятиэтажного жилого дома по улице Насрутдинова было найдена видеокамера с записью теракта первого июля. В окнах домов, находящихся рядом, выбило стёкла. В пятиэтажном доме, который находится неподалeку от взрыва, в двух подъездах с 1 по 5 этажи выбиты все стёкла. Раненые были доставлены в ортопедо-травматологический центр и центральную клиническую больницу Махачкалы. Тела погибших бойцов уже погрузили на машину и отвезли, по одной информации, в Махачкалинский морг, по другой — в расположение бригады. 
В связи со случившимся возбуждено уголовное дело по пяти статьям УК РФ: «Терроризм», «Посягательство на жизнь сотрудников правоохранительных органов» «Террористический Акт» «Причинение тяжкого вреда здоровья» «Незаконный сбыт взрывчатых веществ» После теракта в международный розыск были объявлены: Ясин Расулов Мурад Лахиялов Джалил Кибедов

## Версии причины теракта
По одной из версий, теракт связан с завершением судебного разбирательства по делу о взрыве в Каспийске на параде в День Победы.

## Список погибших
1. капитан Ульчик Дмитрий, в/ч 3429, г. Москва.
2. рядовой контрактной службы Мустафаев Муса, в/ч 5558, г. Махачкала.
3. сержант срочной службы Баринов Владислав, в/ч 3429, г. Москва.
4. ефрейтор срочной службы Ермошкин Алексей, в/ч 3429, г. Москва.
5. ефрейтор срочной службы Кагормов Рустам, в/ч 3429, г. Москва.
6. рядовой срочной службы Сорокин Егор, в/ч 3429, г. Москва.
7. рядовой срочной службы Чухарев Сергей, в/ч 3429. г. Москва.
8. рядовой срочной службы Орымчук Виталий, в/ч 3429. г. Москва.
9. рядовой срочной службы Апсит Павел, в/ч 3429. г. Москва.
10. рядовой срочной службы Поспелов Иван, в/ч 3429. г. Москва[6].